# Sulbutiamina
La Sulbutiamina (comercializada como Arcalion, Surmenalit y Megastene) es un derivado sintético de la tiamina (vitamina B1). Es un compuesto dímero lipofílico formado por dos moléculas modificadas de tiamina, que cruza la barrera hematoencefálica más fácilmente que la tiamina y aumenta los niveles de tiamina y ésteres de fosfato de tiamina en el cerebro. La sulbutiamina fue sintetizada por primera vez en Japón en un esfuerzo por desarrollar derivados de la tiamina más eficaces, ya que se esperaba que el aumento de la lipofilia de la tiamina se traduciría en mejores propiedades farmacocinéticas.
Aunque su eficacia clínica es incierta, el compuesto es utilizado para tratar la astenia, ejerciendo una acción selectiva en las áreas que están implicadas en la patología. Además se usa como tratamiento para la fatiga crónica; la sulbutiamina también parece mejorar la memoria, la inhibición psico-conductual y la disfunción eréctil. A dosis terapéuticas tiene pocos efectos adversos, aunque existen ciertos casos aislados de efectos indeseados. Está disponible como medicamento de venta libre en forma de complemento nutricional en algunos países y como fármaco de venta en farmacia en otros.

## Historia
La historia de sulbutiamina está estrechamente ligada al estudio de la tiamina en Japón. La deficiencia de tiamina provoca un trastorno del sistema nervioso llamada beriberi. Hasta el siglo XX este trastorno era frecuente en Japón y otros países asiáticos debido a la dependencia generalizada del arroz blanco como alimento básico. La relación entre la aparición del beriberi y la dieta fue observada primeramente por el cirujano de la marina Takaki Kanehiro. Trabajos adicionales resultaron en el descubrimiento de la tiamina, aislada en 1926 y sintetizada en 1936. El establecimiento en Japón del "Vitamin B Research Committee" condujo a posteriores investigaciones científicas adicionales de las propiedades de la tiamina y sus derivados.
El primer derivado lipofílico de la tiamina fue la ali tiamina, que se aisló a partir del ajo (Allium sativum) en 1951. La ali tiamina es un derivado del disulfuro de alilo. Después del descubrimiento de la ali tiamina, se sintetizaron varios derivados adicionales con la esperanza de mejorar las propiedades farmacocinéticas de la tiamina, pues esta no es capaz de difundirse a través de las membranas plasmáticas, ya que tiene un grupo funcional tiazol con carga positiva. En cambio, debe ser transportado a través de las membranas plasmáticas con transportadores de alta afinidad, siendo la velocidad de transporte baja. La sulbutiamina supera la pobre biodisponibilidad oral de la tiamina debido a que es altamente lipofílica. No se ha esclarecido cuando se sintetizó por primera vez la sulbutiamina, pero la primera referencia a ella en la literatura es a partir de 1973.

## Usos terapéuticos

### Astenia
La sulbutiamina está indicado para el tratamiento de la astenia. La astenia es un estado de fatiga crónica de etiología más cerebral que neuromuscular. Varios estudios han demostrado que sería eficaz para aliviar los síntomas de la astenia. En un estudio con 1772 pacientes con enfermedad infecciosa y síntomas asténicos, se administró sulbutiamina además de anticuerpos específicos anti-infecciosos, durante 15 días. El número de pacientes con remisión completa de todos los síntomas de astenia fue de 916. Otro estudio sugiere su utilidad para aliviar síntomas asténicos en pacientes después de haber sufrido un traumatismo craneoencefálico leve.
Sin embargo, la eficacia clínica de sulbutiamina para el tratamiento de la fatiga es aún incierto. La sulbutiamina no demostró beneficios sostenidos frente al placebo en pacientes con fatiga crónica post-infecciosa, Sin embargo, los autores de este estudio sugieren que se necesita investigación adicional.

### Memoria
Varios estudios han demostrado que la sulbutiamina mejora el proceso de la memoria a través de la potenciación de la transmisión colinérgica, dopaminérgica, y glutamatérgica. Administrada a ratones, estos mejoraron el desempeño en pruebas de condicionamiento operante y pruebas de reconocimiento de objetos. También reduce los efectos amnésicos de la dizocilpina y mejora la memoria en esquizofrénicos. Más recientemente, otros ensayos clínicos indican que puede mejorar la ejecución de actividades cotidianas en pacientes que sufren fases iniciales y moderadas de la enfermedad de Alzheimer, cuando se utiliza en combinación con un inhibidor de la acetilcolinesterasa. En un estudio aleatorizado doble ciego en pacientes con la enfermedad de Alzheimer, la combinación de sulbutiamina y donepezilo mejoró la memoria episódica y el desempeño de las actividades cotidianas en respecto a la combinación de donepezilo con placebo.

### Inhibición psico-conductual
La sulbutiamina ha demostrado reducir la inhibición psico-conductual caracterizada por un patrón de miedo, timidez, evitación y recelo ante estímulos nuevos, síntomas que comúnmente muestran personas que sufren de timidez o depresión. En un estudio con pacientes con trastorno depresivo mayor acompañado de inhibición psico-conductual, los pacientes tratados con sulbutiamina durante cuatro semanas (600 mg. por día) mejoraron significativamente frente al grupo de placebo en todas las facetas (afectiva, cognitiva, emocional y conductual). Ambos grupos de tratamiento mostraron resultados similares respecto a los datos de seguridad o efectos secundarios (en particular, no indujo ningún comportamiento inapropiado, incluyendo intentos de suicidio o manía). Los autores concluyen que la sulbutiamina, a pesar de no tener efecto antidepresivo, puede acelerar la resolución de la inhibición psico-conductual que se produce durante el trastorno depresivo mayor y por lo tanto puede «facilitar la rehabilitación de los pacientes en su funcionamiento social, laboral y familiar».